# Мирна (зупинний пункт)
Ми́рна — залізничний пасажирський зупинний пункт Харківської дирекції Південної залізниці.
Розташований біля Бази ПХ № 40, Лозівський район, Харківської області на лінії Красноград — Лозова між станціями Лозова (9 км) та Орілька (15 км).
Станом на травень 2019 року щодоби п'ять пар приміських електропоїздів здійснюють перевезення за маршрутом Полтава-Південна — Лозова.